# Sakurama Banma

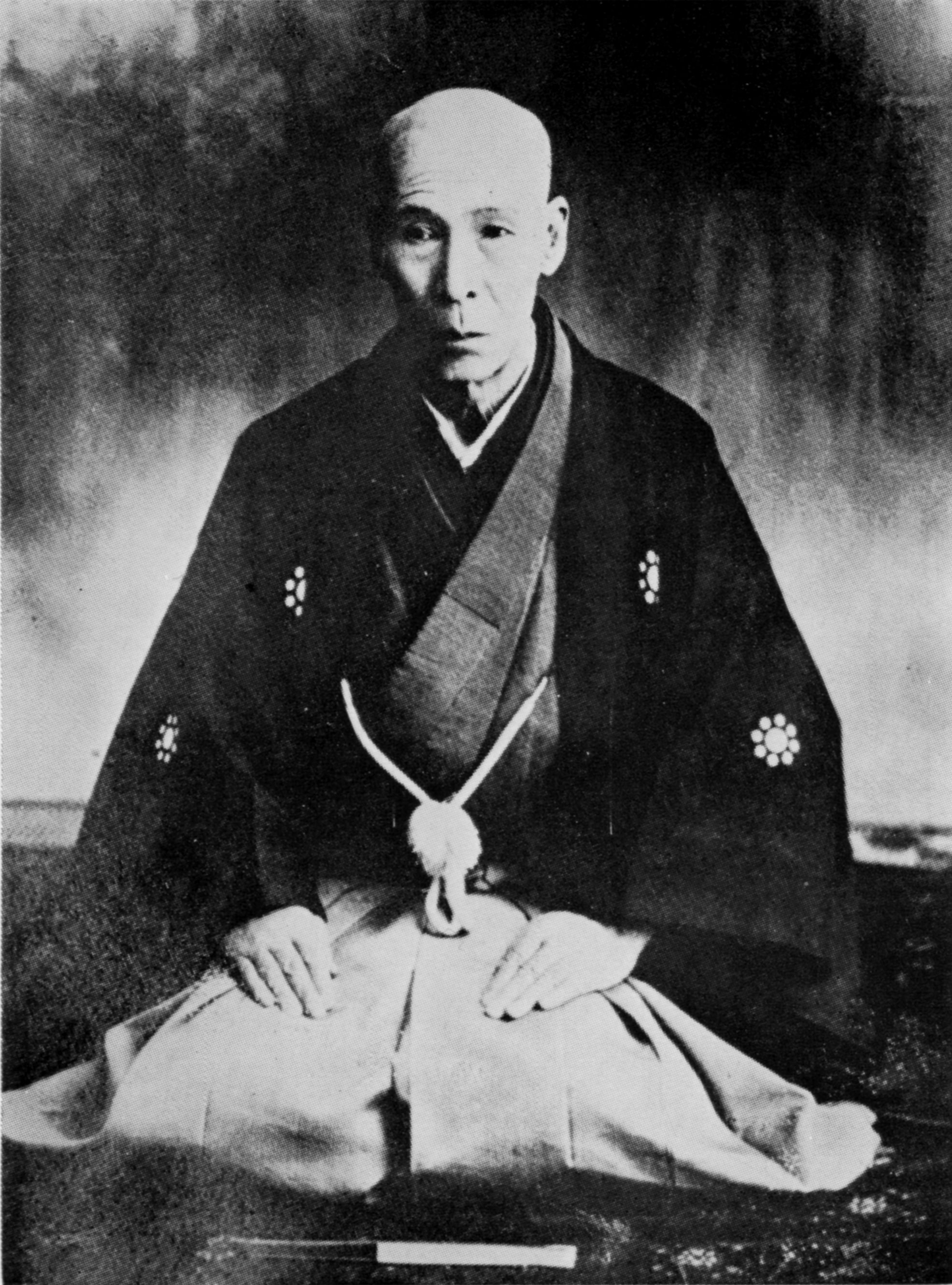
Sakurama Banma

Sakurama Banma (Sakurama Sajin; * 1835 in Kumamoto; † 1917) war ein japanischer Nō-Schauspieler.
Sakurama entstammte einer Familie, die in der siebzehnten Generation eine bedeutende Rolle in der Nō-Schauspielszene spielte. Er studierte ab dem achtzehnten Lebensjahr in Edo bei Nakamura Heizō. Nach seiner Ausbildung kehrte er nach Kumamoto zurück und trat dort als Schauspieler auf. Er fand jedoch keine Anerkennung, lediglich der Nō-Meister Tomoeda Saburō sagte ihm eine große Zukunft voraus. Während der Satsuma-Rebellion 1877 wurden sein Wohnsitz und seine Bühne niedergebrannt.
1880 ging er erneut nach Tokio. Nachdem er dort 1881 an der Eröffnung des Nō-Theaters in Shiba teilgenommen hatte, hatte er mit seinen Auftritten in Kantan und Dōjōji großen Erfolg und stieg zu einem der drei großen Nō-Meister der Meiji-Ära neben Umewaka Minoru I. und Hōshō Kurō auf. Er blieb bis ins hohe Alter als Schauspieler aktiv und spielte noch 1915 die Hauptrolle in dem Stück Takasago. Auch sein Sohn Sakurama Kintarō (Sakurama Kyūzen) wurde Schauspieler.